# Leiocephalidae
Leiocephalidae zijn een familie van hagedissen.

## Naam en indeling
De wetenschappelijke naam van de groep werd voor het eerst voorgesteld door Darrel Richmond Frost en Richard Emmett Etheridge in 1989.
De familie werd vroeger wel als onderfamilie gezien (Leiocephalinae) van de leguanen maar wordt tegenwoordig als aparte groep beschouwd. Er is één geslacht- de gladkopleguanen-  dat 30 soorten telt.

## Verspreiding en habitat
Alle soorten komen voor in het Caribisch gebied. Vrijwel alle soorten komen alleen voor op eilanden.

## Taxonomie
Familie Leiocephalidae
- Geslacht Gladkopleguanen (Leiocephalus)